# Christophe Alliel
 (novembre 2018).
Christophe Alliel, né en 1985, est un illustrateur et un auteur de bande dessinée français.

## Biographie
En 2008, Soleil publie Pirate des 1001 lunes, co-écrit avec Maxe L'Hermenier, mais la série s'arrête au premier tome.

## Œuvre

### Albums de bande dessinée
- Les Chiens de Pripyat, scénario Aurélien Ducoudray, couleurs Magali Paillat, Bamboo Édition

1. Saint Christophe, 2017  (ISBN 978-2-8189-4075-4)[2],[3]
2. Les Enfants de l'atome, 2018  (ISBN 978-2-8189-4380-9)[4],[5]

- Kookaburra Universe, Soleil Productions

12. L'Honneur du sniper, scénario de Nicolas Mitric, dessins de Christophe Alliel, 2010  (ISBN 978-2-302-00954-7)
- Pirates des 1001 lunes, Soleil Productions

1. Tome 1, scénario de Maxe L'Hermenier et Christophe Alliel, dessins de Christophe Alliel, Xavier Roth-Fichet, Gunt, Bruno Bessadi et Nicolas Demare, 2008  (ISBN 978-2-302-00277-7)

- Spynest, scénario de Jean-Luc Sala, dessins de Christophe Alliel, Soleil Productions

1. Mission 1 : Birdwatchers, 2011  (ISBN 978-2-302-01740-5)
2. Mission 2 : Opération Excalibur, 2012  (ISBN 978-2-302-02334-5)

- Les Terres de Caël, scénario de Syde, dessins de Christophe Alliel, Soleil Productions

1. La Déesse endormie, 2007  (ISBN 2-84946-896-7)
2. Le Sanctuaire oublié, 2008  (ISBN 978-2-302-00208-1)

- Le Ventre de la hyène, scénario Clément Baloup, Le Lombard , 2014  (ISBN 978-2-8036-3411-8)

### Albums d'illustrations
- Les Filles de Soleil, dessins collectifs, Soleil Productions

12. Les Filles de Soleil, 2008  (EAN 200-0-00-941565-0)
14. Les Filles de Soleil, 2009  (EAN 200-0-00-943613-6)
17. Les Filles de Soleil, 2012  (ISBN 978-2-302-01986-7)
- Guerrières Celtes, dessins de Christophe Alliel, Sébastien Grenier, Augustin Popescu, Djief, Aleksi Briclot, Erwan Seure-Le Bihan, Dim. D, Olivier Peru, Gwendal Lemercier, Olivier Héban, Pierre-Denis Goux, Fabrice Meddour, Didier Graffet, Sophien Cholet, Jean-Paul Bordier, Naïade et Mirko Colak, Soleil Productions, collection Soleil Celtic, 2009  (EAN 200-0-00-944290-8)